# Glattbutt
Der Glattbutt (Scophthalmus rhombus) (frz. Barbue), auch bekannt als Kleist, ist ein asymmetrisch gebauter Plattfisch, dessen Augen auf seiner linken Körperflanke liegen.

## Merkmale
Der Glattbutt besitzt eine im Vergleich zum beinah kreisrunden Steinbutt (Psetta maxima) ovale Gestalt und erreicht eine Körperlänge bis 70 Zentimetern und ein Gewicht von bis zu sieben Kilogramm. Er ist wie alle Plattfische seitlich stark abgeflacht und seine Augen liegen beide auf der linken Körperhälfte, während er im Regelfall mit der rechten Seite auf dem Gewässerboden liegt. Die Schuppen der Augenseite sind glatt, die Schnauze spitz zulaufend und das Maul oberständig. Die Seitenlinie ist S-förmig ausgebildet.
Die Grundfärbung des Fisches ist sehr variabel. Dabei ist die linke Körperhälfte (Augenseite) dem Untergrund angepasst sandfarben, olivgrün oder dunkelbraun mit hellen und dunklen Flecken, die eine optimale Tarnung auf dem Meeresboden ermöglichen. Die rechte Körperhälfte (Blindseite) ist weiß und hat häufig dunkle Flecken. Die Bauchflosse und die Afterflosse sind voneinander getrennt, die Rückenflosse setzt bereits vor den Augen am Kopf an. Sie besitzt 63 bis 85 Flossenstrahlen, die Afterflosse 42 bis 56 und die Brustflossen jeweils 10 bis 12.

## Verbreitung
Der Glattbutt lebt an den Küsten des Atlantischen Ozeans, des Mittelmeeres, der Nord- und der westlichen Ostsee bis Rügen sowie des Schwarzen Meeres. Sein Verbreitungsgebiet reicht im Atlantik von Island und Norwegen über die gesamte europäische Küste bis nach Marokko. Dabei lebt er auf Schlick, Sand und Geröll in Tiefen von etwa 5 bis 70 Meter.

## Lebensweise
Der Glattbutt erbeutet vornehmlich am Boden lebende kleine Fische, Krebse und Weichtiere.
Von Frühjahr bis Sommer gibt das Weibchen, der Rogner, ihre Eier in das freie Wasser ab. Diese treiben durch eingelagerte Öltropfen pelagisch im Meereswasser. Nach etwa zwei Wochen schlüpfen die symmetrisch gebauten, etwa vier Millimeter langen Jungfische, die sich von Kleinkrebsen des Plankton ernähren. Ab einer Länge von zwei bis 3,5 Zentimeter kommt es zu einer Metamorphose, bei der sie ihre Plattfischgestalt erhalten.
Die Geschlechtsreife erreichen die männlichen Fische ab einer Länge von etwa 25 Zentimeter, die Weibchen von etwa 30 bis 40 Zentimeter.

## Systematik
Der Glattbutt ist eine von vier Arten der Gattung Scophthalmus innerhalb der Steinbutte (Scophthalmidae).

## Der Glattbutt als Speisefisch
Der Glattbutt ist ein schmackhafter und wertvoller Speisefisch, der im Regelfall nicht gezielt befischt und entsprechend vor allem als Beifang angelandet wird. An den europäischen Küsten werden pro Jahr etwa 3.000 Tonnen dieser Art gefangen.

## Belege